# Titeuf et Nadia Mégafunland
Titeuf et Nadia Mégafunland sont deux versions d'un jeu vidéo de type party game dont les personnages principaux sont respectivement Titeuf et Nadia de la bande dessinée Titeuf et de la série animé.

## Système de jeu
Le jeu se déroule soit en solo, où le scénario est de terminer un maximum d'épreuves soit en multijoueur où il faut battre ses amis.

## Synopsis
Le joueur incarne Titeuf ou Nadia dans ses épreuves délirantes à travers Mégafunland, un parc d'attraction. Il doit y défier ses camarades de classes et devenir le maître suprême de Mégafunland et ainsi dominer ses compagnons.